# Лехей
Лехей  (др.-греч. Λέχαιον, лат. Lechaeum) — главная западная гавань Древнего Коринфа у Коринфского залива, в 12 стадиях (2 км) севернее древнего города, восточнее современного города Лехеон и западнее современного города Коринфа. Гавань обеспечивала доступ к судам, следующим из Адриатического моря и от Апеннинского полуострова, что обеспечивало экономическое и политическое значение Коринфа. Гавань соединялась с городом посредством двойных Длинных стен длиной 2300 м, между которыми проходила дорога, и имела искусственный бассейн, служивший стоянкой для судов и военного флота, ныне занесённый илом. Порт имел три внутренних и три внешних гавани. Внутренние причалы соединялись с внешней гаванью узкими каналами. 
Древний Коринф имел две гавани: Лехей и Кенхреи (ныне Кехрие), главная восточная гавань у залива Сароникос. По преданию, передаваемому Павсанием, гавани носили имена сыновей Посейдона и Пирены (др.-греч. Λέχης καὶ Κεγχρίας).

## История
Из Лехея колонисты отправились в VIII веке до н. э. в Сиракузы на Сицилии, на Керкиру (Корфу) и в другие места.
Внутренняя гавань первоначально представляла собой марш (болото). В архаический период (VII—VI вв. до н. э.) проведены земляные и дноуглубительные работы, пересыпь (песчаная коса), выполнявшая функции волнолома, была укреплена. Извлечённый грунт сложен в две насыпи, чтобы обезопасить внутренние гавани от сильных северных ветров. Насыпи сохранились до настоящего времени. Вдоль гаваней построены каменные пирсы, молы, волнорезы, рампы общей протяженностью 7 км, а также большое количество складов и других портовых сооружений для тысяч тонн товаров из и для колоний Коринфа, в юго-западной части построено множество верфей.
Действие «Пира семи мудрецов» Плутарха происходит в особенном доме Периандра в Лехее близ храма Афродиты.
Древние авторы отмечают, что перегрузка товаров в Лехее была гораздо предпочтительнее, чем морской путь южнее мыса Малея полуострова Пелопоннеса, неблагоприятный для плавания из-за сильных ветров и сравнимый поэтому с огибанием мыса Горн. Писатель I века до н. э. Страбон цитирует старую поговорку:
Малеи обогнув, забудь обратный путь.
По сообщению Страбона, ещё в начале VI века до н. э., при тиране Периандре, поперёк Истма (Коринфского перешеека) проложен волок Диолк — мощённая камнем дорога, оборудованная колеями, по которой товары и мелкие суда перемещались на колёсных платформах.
Страбон сообщает, что в I веке до н. э. в Лехее было мало жилых домов.
В 44 году до н. э., при Цезаре основана Colonia Laus Iulia Corinthiensis. Поэтому во времена правления императора Клавдия (41—54) перестроены портовые сооружения и построены причалы (пирсы). Век спустя Павсаний видит в Лехее святилище Посейдона и его медную статую. Римский порт изображен на коринфской монете III века, а в IV веке выполнение работ по обновлению порта засвидетельствовано эпиграфически по инициативе проконсула провинции Ахея Флавия Гермогена, который был удостоен горожанами чести закладки его статуи в районе порта.
В позднеримский период Лехей стал городом и религиозным центром. В 50-е годы V века заложена грандиозная базилика во имя Леонида, одна из крупнейших христианских базилик своего времени. Её длина 223,7 м. Полы выстланы штучной мозаикой, а стены покрыты мраморными панелями. Это 3-хнефная эллинистическая базилика с трансептом и полукруглым перистилем в атриуме, П-образной алтарной преградой, солеей и амвоном. Строительство требовало огромных затрат и шло очень долго.
Гавань Лехей непрерывно использовалась с VII века до н. э. до 1955 года.

## Археология
Подводный археологический проект по изучению гавани Лехей инициирован в 2013 году Датским институтом в Афинах в сотрудничестве с Копенгагенским университетом и Эфорией подводных древностей Министерства культуры и спорта Греции. Проектом руководят Бьёрн Ловен (Bjørn Lovén) из Копенгагенского университета, Димитрис Куркумелис (Δημήτρης Κουρκουμέλης), Параскеви Миха (Παρασκευή Μίχα) и Панайотис Атанасопулос (Παναγιώτης Αθανασόπουλος). Работа в 2013 году финансировалась Археологическим фондом королевы Маргрете II, в 2014—2018 годах — датскими фондами Augustinus Fonden и «Карлсберг». Греческие и датские археологи обнаружили, что гавань Лехей сравнима по величине с римским Портом и афинской гаванью в Пирее. Портовые сооружения внешней гавани полностью затоплены и простираются в море на 80 м. В IV—III вв. до н. э. ширина входного канала составляла до 30 м, позже стала уже.
В 2014 году начато изучение наземных сооружений гавани Лехей, в 2016—2018 годах проводились раскопки. Проект инициирован Американской школой классических исследований в Афинах и Коринфской эфорией древностей. Проектом руководят Констандинос Киссас (Κωνσταντίνος Κίσσας) из Грацского университета имени Карла и Франца и Пол Скоттон (Paul Scotton) из Университета штата в Лонг-Бич.